# Jielong, Banan
Jielong (kinesiska: 接龙, 接龙镇) är en köping i sydvästra Kina. Den ligger i stadsdistriktet Banan  i storstadsområdet Chongqing, omkring 40 kilometer sydost om det centrala stadsdistriktet Yuzhong. Antalet invånare är 48 018. Befolkningen består av 23 084 kvinnor och 24 934 män. Barn under 15 år utgör 12,0 %, vuxna 15-64 år 71 %, och äldre över 65 år 16,0 %.